# L'accusa è: violenza carnale e omicidio
L'accusa è: violenza carnale e omicidio (Verdict) è un film del 1974 diretto da André Cayatte.
Il film è noto anche col titolo Il testamento.

## Trama
Il Presidente di tribunale Legun una sera, mentre si trova a casa solo con la moglie Nicole, rifiuta di ricevere la signora Teresa Léoni che vorrebbe chiedere pietà per il figlio André sotto processo per la violenza carnale e l'assassinio di Annie Chartier. Leguen, noto per la sua severità, conduce infatti la prima udienza con l'abituale drasticità. Allora Teresa, vedova di un bandito, convinta dell'innocenza del figlio, prende in ostaggio la signora Nicole e ricatta il marito. Questi, avendo tentato invano di far mutare parere alla ricattatrice, cambia atteggiamento e, nonostante la meraviglia generale e le osservazioni del Procuratore Generale, influisce sui giurati fino a strappare loro il verdetto di assoluzione piena. Ma Nicole, bisognosa di iniezioni quotidiane a causa del diabete, rifiuta le medicine e muore. Con questa involontaria morte sulla coscienza e dopo la confessione del figlio liberato, Teresa si getta con la macchina contro una muraglia.

## Accoglienza

### Critica
(E. Rz., Stampa Sera, 7 dicembre 1974)
(Achille Valdata, La Stampa, 8 dicembre 1974)
(Segnalazioni cinematografiche, vol. 78, 1975)
(Il Morandini. Dizionario dei film, 2007)